# Leptochiton lukini
Leptochiton lukini är en blötdjursart som beskrevs av Boris I. Sirenko 1990. Leptochiton lukini ingår i släktet Leptochiton och familjen Leptochitonidae. Inga underarter finns listade i Catalogue of Life.